# إحسان قائم مقامي
إحسان قائم مقامي ((بالفارسية: احسان قائم‌مقامی)) (من مواليد 11 أغسطس 1982 في طهران) هو أستاذ كبير في الشطرنج من إيران.
شارك في دورة الألعاب الآسيوية 2006 في الدوحة بقطر.

## روابط خارجية
- إحسان قائم مقامي على موقع الاتحاد الدولي للشطرنج (الإنجليزية)
- إحسان قائم مقامي على موقع مباريات الشطرنج (الإنجليزية)
- إحسان قائم مقامي على موقع 365Chess.com (الإنجليزية)
- إحسان قائم مقامي على موقع Chesstempo.com (الإنجليزية)
- إحسان قائم مقامي على موقع الاتحاد الأمريكي للشطرنج (الإنجليزية)
- إحسان قائم مقامي سجل أولمبياد الشطرنج على موقع OlimpBase.org (الإنجليزية)